# Аріель (Дісней)
Аріель (англ. Ariel) — вигаданий персонаж і герой 28-го повнометражного мультфільму компанії Волта Діснея «Русалонька», знятого в 1989 році. Згодом він з'являється в серіалі-приквелі (1992—1994), продовженні direct-to-video Русалонька 2: Поклик моря (2000) та приквелі Русалонька: Дитинство Аріель (2008). У всіх офіційних анімаційних появах та супутніх товарах Аріель озвучена актрисою Джоді Бенсон. Аріель також є четвертою принцесою Діснея та третьою з них за старшинством (разом з Авророю та Жасмін). Їй 16 років і вона єдина не людського походження, а також, єдина з принцес, котра стала матір'ю.
В Аріель блакитні очі, довге червоне волосся, зелений хвіст і бузковий топ-купальник з мушель, вона є 7-ю донькою короля Тритона і королеви Афіни. Спочатку жила в Атлантиці (підводне королівство русалок і русалів) зі своїми друзями, крабом Себастьяном і рибкою Флаундером. Згодом побралася зі своїм рятівником — принцом Еріком, і в них народилась донька, Мелоді.
Персонажа створено на основі казки Ганса Крістіана Андерсена, «Русалонька», але була переписаною, для адаптації історії в стрічці 1989 року. Аріель отримала змішані відгуки від критиків; деякі, такі як Time критикують її надмірну «відданість» Еріку, тоді як інші, такі як Empire, вихваляють її бунтівний характер, на противагу попереднім принцесам Діснею.

## Створення персонажа
Персонаж Аріель було засновано на русалоньці з казки Ганса Крістіана Андерсена, але режисер і сценарист Рон Клементс вважав, що історія занадто трагічна і переписав її.
Оригінальний дизайн Аріель був розроблений аніматором Гленом Кіном, який заявив, що її зовнішній вигляд він змалював з власної дружини. Іншими прототипами зовнішності персонажа були: актриса Алісса Мілано, якій в той час було 16 років, і модель Шеррі Стоунер, яка виконувала роль Аріель перед аніматорами, аби вони могли занотовувати ескізи її рухів при анімації. Рухи волосся Аріель під водою були засновані з кадрів першої астронавтки Саллі Райд в космосі. Шеррі Стоунер теж посприяла анімації волосся Аріель: актриса плавала у спеціальному резервуарі студії «Walt Disney Imageniring», де аніматори намагалися малювати рух її волосся, під водою.
Проблема в анімації Аріель була в тому, що героїню було необхідно показати в різних умовах — у морі і на суші, тому аніматорам довелося створити 32 колірні моделі. Синьо-зелений колір хвоста героїні був особливим відтінком, який був спеціально створений в лабораторії Діснея і був названий «Ariel» на честь персонажа. Вибір червоного, як кольору її волосся, викликав суперечки між аніматорами та керівниками студії, які хотіли щоб у героїні було світле волосся, як у русалки Медісон, з фільму «Сплеск». Як зазначили художники, червоне волосся краще контрастує з кольором хвоста Аріель, і червоний простіше зробити темнішим, ніж жовтий, так що, врешті-решт, червоний колір залишився. Прототипом для Аріель також стала Шанті з мультфільму «Книга джунглів».

### Озвучування
На роль Аріель була обрана театральна актриса Джоді Бенсон, бо режисер вважав, що важливо, щоб одна і та сама людина озвучувала героїню і в звичайних сценах і під час музичних номерів. Клементс заявив, що в голосі Бенсон є «солодкість і молодість». При записі пісні «Part of Your World» Бенсон попросила, щоб у студії вимкнули світло, аби мати змогу відчути, що знаходишся глибоко під водою.
Джоді Бенсон озвучує Аріель у всіх телевізійних шоу, мультфільмах, а також для супутніх товарів для Діснею. Всього вона дублювала її 14 разів.
Сама Джоді каже, що русалонька Аріель — її улюблений персонаж серед усіх діснеївських мультфільмів.
В українському дубляжі Аріель озвучила Ліза Курбанмагомедова, у студії «Le Doyen» на замовлення «Disney Character Voices International» у 2017 році.
У пародійних шоу: «Божевільні» Аріель озвучили Рейчел Рамрас та Грей ДеЛіст, а у «Мультреаліті» Тара Стронг.

## Характеристика
Арієль — наймолодша із семи доньок короля Тритона і королеви Афіни. Її часто бачать у компанії Флаундера, її найкращого друга, та Себастіана, радника її батька, якому часто доручають стежити за нею. У телевізійній серії та першому фільмі Аріель захоплюється людським світом і часто вирушає шукати артефакти, які вона зберігає в таємному гроті. Аріель часто бунтує, блукає сама по собі, аби досліджувати океан, у пошуках скарбів, і часто порушує накази свого батька чи Себастьяна. У «Русалоньці» її зображують як таку, яка бажає бути з принцом Еріком, незважаючи навіть на всі складності, як от відмовитись від свого голосу, щоб стати людиною. Клементс описав її як типового підлітка, схильного до помилкових суджень. Вона також неймовірно допитлива, і її цікавість часто приводить її до небезпечних ситуацій.
Аріель добра і турботлива до інших незалежно від обставин, як це зображено в телесеріалі. У ранньому епізоді, Аріель допомагає сироті-русалу, який падав з кручі. В іншому епізоді, Аріель подружилася з нещасною істотою і захищає її від Урсули та інших русалів, які хочуть, завдати їм кривди. Аріель з'являється вже дорослою в «Повернення до моря» і народжує дочку Мелоді, і є єдиною принцесою Діснея, в даний час, яка стала матір'ю. Аріель захищає свою доньку, як Тритон, Аріель в першому фільмі. Після того, як Моргана загрожує Аріель і королю Тритону, принц Ерік і Аріель побудували стіни навколо палацу, аби захистити Мелоді від Моргани та інших жахів океану. Хоч вона і захистила її саму, проте не змогла нічого зробити з цікавістю доньки до океану. Початок історії Аріель зображує її особистість, як це було в оригінальному фільмі після того, як Джоді Бенсон виступила за повернення оригінального характеру її персонажа.
Аріель знову бунтівна, і після того, як її батько постановляє заборону музики в Атлантиці, вона втікає з Себастьяном і його гуртом.

## Появи

### Русалонька

Аріель у першому фільмі

У першому повнометражному мультфільмі чарівна Аріель проявляє наполегливий інтерес до земного світу і прагне побачити, що ж відбувається за межами підводного світу.
На початку мультфільму Аріель разом зі своїм другом Флаундером вивчає затонуле судно. Там вони виявляють погнуту виделку і курильну трубку, після чого на них намагається напасти акула. Аріель з Флаундером рятуються від неї. Потім випливають на поверхню океану, вони розпитують їхнього друга — чайку Скаттла — про те, що являють собою знайдені ними предмети. Випадково Скатл дає Аріель зрозуміти, що вона в даний момент повинна бути на концерті і співати, на честь свого батька Тритона, і що навіть якщо вона попливе назад, то вже не встигне.
Злякавшись, принцеса повертається додому, щоб заспокоїти батька. Знайдені на кораблі речі вона відносить в підводний грот, де знаходяться повно речей зі світу людей, куди вирушає і посланий царем Тритоном придворний краб Себастьян. Він робить це, для того, аби непомітно простежити за Аріель. Незабаром вона помічає на поверхні великий корабель, на якому знаходився принц Ерік, в якого вона відразу ж закохується. Коли під час шторму судно зазнає аварії, русалонька рятує тонучого Еріка і виносить його на берег.
Аріель співає йому пісню, поки юнак не приходить до тями, після чого русалонька спливає і шепоче про те, що знайде шлях, аби стати частиною його світу. Після сварки з батьком, він дізнався про її таємне місце і зруйнував його силою свого тризуба, Аріель, врешті-решт, віддає морській відьмі Урсулі свій чарівний голос в обмін на людські ноги, щоб стати повноцінною людиною. Однак Урсула попереджає принцесу, що якщо принц Ерік не закохається в неї й не поцілує протягом трьох днів, то душа Аріель буде належати їй (відьмі).
Потім Макс, улюблений пес принца, знаходить Аріель на березі й приводить до неї Еріка. Принц веде дівчину до себе в палац, оскільки та ще не може добре пересуватися. Друзі безмовної Аріель — Себастьян, Флаундер і Скатл — всіляко намагаються допомогти й зробити так, щоб Ерік закохався в неї. Весь цей час за ними стежать вугри чаклунки, Флотсам і Джетс.
Коли принц дійсно починає закохуватися в колишню русалоньку, відьма Урсула перетворюється на чарівну дівчину Ванессу і змушує юнака під гіпнозом закохатися в неї, щоб одружити його на собі. Але друзі Аріель поспішають їй на допомогу і зривають безглузде весілля, розбиваючи магічний медальйон підступної лиходійки, в результаті чого до Аріель повертається її чудовий голос. Тепер вона знову може розмовляти, і Ерік дізнається про все. Але три дні минають, і русалонька потрапляє у владу чарівниці.
Батько Аріель, дізнавшись про все, жертвує собою в ім'я доньки, що тільки й було потрібно відьмі. Тобто панувати над всім океаном. Ерік намагається врятувати кохану, за що Урсула намагається його вбити, стаючи гігантським восьминогом. Але принц перемагає її за допомогою піднятого бурею з морського дна корабля. Цар Тритон розуміє, що його дочка більше хоче бути людиною, ніж русалкою — тому він благословляє її й відпускає жити на сушу. Як і більшість казок, мультфільм закінчується весіллям Еріка та Аріель.

### Русалонька (мультсеріал)
Події мультсеріалу відбуваються на рік раніше дії повнометражного мультфільму. У серіалі Аріель теж є основною героїнею. Протягом мультсеріалу Аріель потрапляє в різноманітні пригоди, в тому числі усиновляє дитинча косатки, ненавмисно дратує рибу-чаклуна своїм сміхом, допомагає морському створінню, якого всі вважають злощасним і знайомиться з глухонімою русалкою Габріелою, а також бореться з бандою злого рака, морською відьмою Урсулою і Злим скатом.
Принц Ерік також епізодично з'являється в мультсеріалі, але Аріель жодного разу не вдається зустрітися з ним. Це тому, що в оригінальному мультфільмі вона бачить Еріка вперше.
Деякі епізоди серіалу є музичними та мають оригінальні пісні, виконані персонажами. Саундтрек, що містить деякі з цих пісень, був випущений у 1992 році під назвою «Splash Hits».

### Русалонька 2: Повернення до моря
Через рік після весілля в Еріка й Аріель народилася донька Мелоді. У цьому сиквелі з'являється інший негативний персонаж — Моргана. Це сестра Урсули, яка загинула в першій частині мультфільму. Щоб захистити юну Мелоді від диявольських намірів Моргани, Ерік і Аріель вирішують, що вони не повинні ні слова говорити доньці про те, хто її мати і як вона (тобто Мелоді) пов'язана з морем. Для більшого ефекту вони наказують побудувати велику міцну стіну, що захищає замок від моря.
Проте любов і тяга Мелоді до моря виявляється настільки сильними, що вона мріє стати русалкою. Таким чином, Мелоді опиняється у володіннях Моргани, і та робить її русалкою і доручає їй вкрасти тризуб царя Тритона. Останній також робить Аріель знову русалкою, і вона вирушає на пошуки Мелоді…
У цьому мультфільмі Аріель представлена вже більш дорослою і серйозною (з урахуванням віку Мелоді, їй близько 28 років). Тим не менше, її характер залишився колишнім. І Аріель доводиться визнати, що її донька Мелоді успадкувала від неї всю її русальну сутність.

### Русалонька: Початок історії Аріель
Третя за чергою виникнення і перша за сюжетом частина мультфільму про русалоньку Аріель розповідає про її дитинство. З'являється багато фактів, про які замовчувалося раніше (наприклад, мати Аріель була вбита піратами, що пояснює настільки негативне ставлення царя Тритона до людей). Цей приквел вийшов у прокат 26 серпня 2008.
Пролог Русалоньки: Початок історії Аріель (2008) показує Аріель молодою русалкою, яка щасливо живе разом з батьком, королем Тритоном, своєю матір'ю, королевою Афіною та її шістьма старшими сестрами. Оскільки Аріель і її сім'я відпочивають у лагуні, піратський корабель наближається до них і всі тікають, окрім Афіни, яка повертається, щоб віднайти музичну скриньку, яку Тритон подарував їй. В кінці вона загинула, коли корабель придушить її. Пізніше спустошений король Тритон забороняє всю музику в Атлантиці і викидає музичну скриньку глибоко в океан. Аріель та її сестри зростають, забувавши про музику і живучи під суворими правилами свого батька, дотриманням яких займається Марина дель Рей, їх гувернантка.
Аріель знайомиться з Флаундером і слідує за ним в таємний підземний клуб, де Себастьян і його гурт грають різноманітну музику. Там вона співає пісню «Я пам'ятаю», яка нагадує їй про далеке минуле, оточене любов'ю та музикою, і про її матір. Аріель знайомить своїх сестер з клубом, але зрештою їх спіймали завдяки Марині, яка стежила за ними. Себастьян і його гурт ув'язнені, і клуб закритий за розпорядженням Тритона. Після сварки з Тритоном, Аріель визволяє гурт з в'язниці й тікає разом з ними.
З допомогою Себастьяна Аріель знаходить музичну скриньку своєї матері, і вони вирішують повернути її до Тритона. На зворотному шляху до Атлантики вони стикаються з Мариною, якій слідує боротьба, в якій Аріель втратила свідомість, за свідченням Тритона. Аріель викриває Марину, а Тритон дозволяє музиці «повернутися» в Атлантику.

## Аріель у серії відеоігор«Kingdom Hearts»

Аріель у серії ігор Kingdom Hearts

Сюжет гри відбувається в Атлантиці. Тут на допомогу Сорі поспішає Аріель. Відьма Урсула викрадає друга Аріель, Флаундера, потім вона заманює Аріель, просячи тризуб її батька — короля Тритона в обмін на Флаундера. Аріель допомагає Сорі знищити злу відьму.

### Аріель у«Kingdom Hearts II»
Аріель має такий самий вигляд як і в мультфільмі. Серед саундтреку: «Swim This Way», «Part of Your World», «Under the Sea», «Ursula's Revenge» і «A New Day is Dawning».
Присутні деякі відмінності від сюжету мультфільму:
- Замість печери Урсули, угода між нею й Аріель відбувається на відкритому просторі.
- Сора, Дональд і Гуфі виштовхують на поверхню води Аріель, замість Себастьяна і Флаундера.
- Після перетворення Аріель в дівчину, вона відразу постає одягненою, тоді як у мультфільмі вона з'являється повністю оголеною, за винятком топ-купальника з мушель.
- Аби убити Урсулу, Ерік кидає в неї тризубом, як і було спочатку задумано творцями мультфільму.

## В інших медіа

### Музичні альбоми
У доповненні до офіційного саундтреку фільму, два оригінальних музичні альбоми були випущені Walt Disney Records, для франшизи: Sebastian from The Little Mermaid (1990) and The Little Mermaid: Songs from the Sea (1992).

### Друковані медіа
Аріель з'являється в ряді друкованих видань, які були випущені в рамках франшизи.
Серія з дванадцяти романів-приквелів були опубліковані в 1994 році у Disney Press, в яких розповідаються пригоди юної Аріель, що живе в морі разом зі своїми сестрами та батьком. Книги: Зеленковата Перлина і Нефазі Відвідує Палац, Сюзанни Вейн; Роздуми Урсули та Знайома Стара Пісня, Мерилін Кай; Новий хлопець Арісти й Шпигунка Аріель, M. Дж. Карр; Короле, Тритоне, Стережіться!, Палац З Привидами й Змішаний Хлопець, Кейт Епплгейт; Практична Війна Жартів Стефанії Перре; Дельфіни Коралової печери, К. С. Родрігес; Секретний друг Алани, Джесс Христофер. Історії в основному зосереджені на домашніх обставинах Аріель і її сестер, які живуть разом.
У 1992 році Disney Comics випустила чотири випуски серії коміксів Русалонька: Обмежена Серія. У 1994 році Marvel Comics випустила свою версію, коміксів, які мали 20 випусків. Всі ці комікси — приквели до фільму.

### Принцеси Діснею
У 2000 році Аріель стала офіційною принцесою франшизи Діснею, яка містить різних принцес Діснею. Аріель одна з перших 8, котра була включена до лінії принцес. Франшиза спрямована на молодих дівчат і охоплює широкий спектр товарів, в тому числі, журналів, музичних альбомів, іграшок, відеоігор, одягу і канцелярських товарів.
Франшиза також охоплює ілюстровані книги в головних ролі, яких різні принцес, дві з яких з Аріель: Сюрприз на День Народження та Блискуче Намисто-Зірка. Обидва романи написані Гейлі Герман, і містять оригінальні історії про життя Аріель як людини й дружини Еріка, але як і раніше вона підтримує тісні стосунки з батьком і сестрами. Франшиза також має ілюстровані розповіді про життя Аріель як людини, такі як: Аріель і Аквамаринове Намисто, Дельфінова Пригода Аріель та Королівське Весілля Аріель. Аріель також з'явилася як допоміжний персонаж в одному японському томі манги Принцеса Кілала, де вона зображена у формі русалки.
Джоді Бенсон озвучила голос Аріель для її музичних альбомах, DVD-дисках і відеоігор у лінійці Дісней Принцес. Перша оригінальна пісня, випущена для цієї франшизи «If You Can Dream», де також є Попелюшка, Аврора, Аріель, Белль, Покагонтас, Жасмін і Мулан. Інші пісні, в яких теж з'являється Аріель: «I Just Love Getting Dressed for Tea», «Manners and Etiquette», «The Princess Dance» та «Happy Birthday, Princess» з Disney Princess Tea Party (2005); «Christmas Is Coming!», «Christmas in the Ocean», «Ariel's Christmas Island» і «The Twelve Days of Christmas» з Disney Princess Christmas Album (2009); та «Ariel's Sing-Along Sea Song: the Crab Song» з Disney Princess Party (2010)..

Сієра Богес у ролі Аріель у бродвейському мюзиклі

### Бродвейський мюзикл
Аріель з'являється в адаптації бродвейського мюзиклу, який проходив у театрі Lunt-Fontanne. Прем'єра відбулась 3 листопада 2007 року, офіційне відкриття відбулося 10 січня 2008. Останнє шоу відбулось 30 серпня 2009 року. Аріель зіграла Сієра Боггесс, пізніше Челсі Морган і Мішель Локаду. Голос Джоді Бенсон, прозвучав на відкритті мюзиклу.
Для того, щоб зобразити персонажів під водою, актори носили колесне взуття від Heelys, яке імітувало дію ковзання підводних істот. Актори, які грали Аріель і інших мешканців підводного світу носили каркасні хвости, котрі були прикріпленими до них. Наступні постановки мають інші конструкції для Аріель і акторів; голландські та японські постановки використовували електропроводку та антіологічні трюки для створення ілюзії підводного плавання.
Мюзикл бере за основу сюжет мультфільму, але є деякі відмінності між ними. Аріель визнає Урсулу сім'єю, бо в цій версії Урсула сестра Тритона. У новому сюжеті, Грімзбі проводить співочий конкурс, на який запрошує всіх принцес на землі аби Ерік знайшов свою кохану; Аріель не може співати, але вона танцює для Еріка, і він вибирає її. Аріель також має більш активну роль у фінальній битві, де вона та Ерік, перемагають Урсулу, руйнуючи її плани.
Крім тих пісень, які були у фільмі, Аріель виконує нові пісні, написані Аланом Менкеном і Гленном Слейтером. «The World Above» є вступною піснею Аріель, де вона висловлює своє захоплення і цікавість людським світом. «Beyond My Wildest Dreams» виконується після того, як Аріель стала людиною і віднайшла свій голос. «If Only» квартет між Аріель, Еріком, королем Тритоном і Себастьяном.

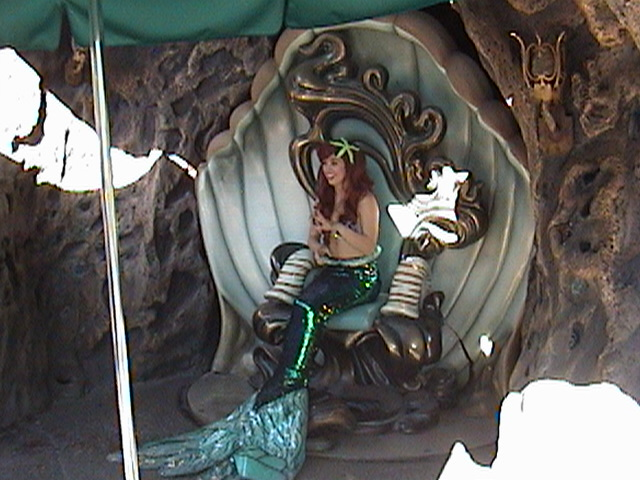
Грот Аріель

### Парки Діснея
Аріель регулярно виступає у Діснеївських Парках, які мають спеціальне місце для неї під назвою Грот Арієль. У Чарівному Королівстві Дісней Ворлд Грот Арієль був закритий внаслідок розширення Землі Фантазії. Він містить копію замка принца Еріка, механізованого атракціону «Підводна Подорож», «Сільський Ринок Принца Еріка», і Грот Аріель. Аріель відіграє важливу роль у Mickey's PhilharMagic і бере участь у власних шоу в Disney's Hollywood Studios і Tokyo DisneySea. Атракціон за мотивами фільму був розроблена для паризького Діснейленду, але ніколи не був побудованим. Змінена версія цього атракціону була побудована, при збільшенні Disney California Adventure Park. Також вона має власний готель у Disney's Art of Animation Resort.

### Якось у казці
Аріель також з'являлася в третьому сезоні телесеріалу «Якось у казці». Роль русалоньки виконала актриса Джоанна Гарсіа. Тут її зовнішність дуже схожа на класичну, але історія трохи відрізняється.

### Телешоу
Незабаром після того, як фільм вийшов на екрани, творець Маппетів Джим Генсон запропонував ідею шоу на основі мультфільму під назвою «Острів русалоньки» (англ. Little Mermaid's Island). Аріель повинна була грати Маріетта ДеПріма, і вона мала спілкуватися з різними персонажами-маріонетками, розроблені фірмою Jim Henson's Creature Shop. Два епізоди були зняті, але не були випущенні через смерть Генсона.
24 листопада 2013 року Аріель коротко з'явилася на телеекрані мультсеріалу Софія Прекрасна в серії «Плавучий замок» У спеціальному епізоді, Софія намагається допомогти подрузі Уні, підводне царство якої знаходиться під загрозою. Софії потрібна допомога і чарівний амулет Авалора викликав Аріель у вигляді русалки, яка дає Софії пораду. Аріель виконує пісню «The Love We Share» з Софією. Озвучує — Джоді Бенсон.

### Відеоігри
Аріель з'явилась у відеоігровій франшизі Принцеси Діснею: Зачарована Подорож (2007), Принцеси Діснею: Магічні намиста (2007) і Принцеси Діснею: Моя Казкова Подорож (2012).

### Мишиний дім
У цьому мультфільмі Аріель з'явилася як гість в Будинку Міккі Мауса. Разом з нею присутні і її морські друзі. У програмі вона з'являється то у вигляді русалки, то у вигляді принцеси — залежно від ситуації. Ці трансформації ніяк не пов'язані з самим повнометражним мультфільмом. Озвучує — Джоді Бенсон.

### Концерт
У 2016 році в «Hollywood Bowl» була поставлена вилучена концертна версія Русалоньки, в якій представлені пісні з фільму та чотири пісні з бродвейського мюзиклу. Сара Бареліс виконала роль Аріель у перші дві ночі концерту (4 та 5 червня), а Джоді Бенсон, зіграла свою роль 6 червня.

### Ювелірні вироби
У 2017 році ювелірний бренд «Пандора» випустив серію намистинок з найпопулярнішими героями Діснею, у цей список увійшла й Аріель, з нею пов'язані намистинки: «Сукня Русалоньки» та «Аріель і морська мушля».

### Ральф-руйнівник 2
Арієль, поряд з іншими принцесами Діснею, з'явилась у фільмі, як епізодичні персонажі, це було оголошено на D23 Expo 2017. Волосся Арієль стало яскравішим і трохи довшим, також з'явились нові сережки
у формі срібних раковин. У піжамному варіанті вона носить зелені шорти і фіолетову футболку з написом «Gizmos & Whooz-Its & Whats-Its & Snarfblats & Dinglehoppers». Також вона проспівала, що завжди мріяла носити сорочку. Коли Ральф падає, Арієль підхоплюється, магічно створюючи спіраль води, яка потім перетворюється на льодовий жолоб, зачарований Ельзою.

### The Little Mermaid Live!
5 листопада 2019 телеканал ABC вперше представив музично-телевізійне шоу з живою авдиторією, де кадри з фільму 1989 переплітались з живими музичними виступами пісень з фільму і бродвейського шоу. Джоді Бенсон запустила шоу, Ауліі Кравальйо зіграла Арієль, Квін Латіфа — Урсулу, Shaggy — Себастьяна, Джон Стамос — шефа Луї, а Грем Філліпс — принца Еріка.

## Сприйняття
Аріель отримала змішані відгуки у критиків. Роджер Еберт у Chicago Sun-Times хвалить персонажа, пишучи, що «Аріель — це цілком усвідомлений жіночий персонаж, який мислить і діє самостійно, навіть бунтівничо, замість того, аби пасивно нічого не робити, поки вирішують її долю». Джеймс Бернарделлі з Reelviews написав, що Аріель можна розглядати як шаблон майбутніх героїв і героїнь Діснея. Він також похвалив вокальне виконання Джоді Бенсон. У статті для Empire, Леві Б'юкенен заявив, що Аріель «є сильною і самозабезпеченою». Джанет Маслін з «Нью-Йорк таймс» похвалила Аріель, зазначивши, що «підлітки будуть цінувати непокірну героїню» і продовжує хвалити її дотепність. Джош Тайлер із Cinema Blend висловився з приводу Аріель, хоч він вважав, що персонаж був відвертим, зазначивши: «Сцена, в якій Урсула чарує і показує голі частини нижче її талії, але на мою думку, втішає те, що маленьким дітям це здається абсолютно невинним». Аналогічним чином оглядач Джон Пуччі сказав, що «Аріель, мабуть, є найцікавіш-відвертим анімаційним персонажем, якого художники Діснея коли-небудь малювали». У своєму огляді Русалонька: Початок історії Аріель Джеймс Плат з DVD Town написав: «Для маленьких дівчат Аріель є однією з найулюбленіших принцес Діснею, і вона також тримає тепле місце в серцях їхніх батьків». Рорі Аронський з Film Threat похвалив вокальні здібності Джоді Бенсона у «Русалонька: Початок історії Аріель», написавши, що «Бенсон додає ще більше привабливості Аріель для старших шанувальників, але молодші дівчатка, які ще не знайомі з нею, а просто знайомляться, а також з поколіннями, які ще не народилися, і які, безумовно, стануть прив'язаними до неї, забезпечить постійне існування франшизи».
У своєму огляді Русалоньки співробітники TV Guide писали, що Аріель нагадує «великошерстну, денатуровану ляльку» Барбі «, всупереч її фігурі-пісочному годиннику та бюстгальтеру для скупої черепашки». Тамара Вестон з Time писала, що, хоча Аріель менш пасивна і більш вольова, ніж її попередниці, але вона також «здається аби бути з коханим», який приходить їй на допомогу під час кульмінації фільму. Хал Хінсон з «The Washington Post» писав, що дітям буде складно зрозуміти «почуття розчарування і тяги до іншого світу» Аріель і що у неї «не має особистості». Тим не менш, Хінсон також написав позитивне твердження про Аріель, кажучи, що це «освіжає … бачити героїню, яка має певне уявлення про те, що вона хоче, і чим потрібно пожертвувати, аби це досягти». Нейл Міноу з Common Sense Media мав змішані почуття до Аріель, хваливши її за те, що вона «пригодницька, бунтівна і відважна», а також критикуючи, її за те, що вона «відмовляється від усього — своєї сім'ї, дому, голосу — за кохання, навіть якщо треба довіритись морській відьмі, яка кожного піддає небезпеці». Дафні Лі з «The Star» назвала Аріель «дратівливою» і продовжувала констатувати, що Аріель «це дурненька дівчинка, яка відмовляється від голосу та своєї родини заради людини, про яку вона майже нічого не знає».
Попри змішаний прийняття критиків, Аріель залишається популярною серед глядачів і вважається однією з найбільш знакових анімаційних персонажів Діснея, через її особливе червоне забарвлення волосся, черепашок, кольору лаванди та кольору морської хвилі — хвосту, що робить її чітко ідентифікованою. Опитування в Internet Movie Database показало, що Аріель стала другим найбільш привабливим анімаційним персонажем після Джессіки Реббіт. У серпні 2011 року Джоді Бенсон було вшановано легенди Діснея за свою роботу у Аріель та її інших проектах у Діснеї.
ArielCon присвячено русалоньці Аріель. Аріель є офіційним «посолом» для кампанії «Тримайте наші океани чистими» організовано компанією Environmental Defense, Національним морським заповідником та Національною адміністрацією океану та атмосфери. З 2007 року компанія Disney розпочала рекламну кампанію під назвою Disney Dreams Portraits, в якій представлені знаменитості, одягнені як різні персонажі Діснею та сфотографовані Анною Лейбовіц; Джуліанн Мур була сфотографована як Аріель для цієї кампанії. «Хіпстерська Аріель» стала популярним інтернет-мемом, використовуючи знімки Аріель у поєднанні з фотошопом, що супроводжуються гумористичними заголовками. Чіткий та яскравий зовнішній вигляд Аріель робить її предметом подій та змагань, на різних зустрічах фанатів. На реаліті-шоу та танцювальному конкурсі «Танці з зірками» Кендіс Кемерон Буре, Пета Мургатройд, Марла Мейплз, Саша Пітерс перевтілювались у Аріель для своїх виступах у сезонах під номерами: 18, 20, 22 та 25, відповідно.

## Галерея

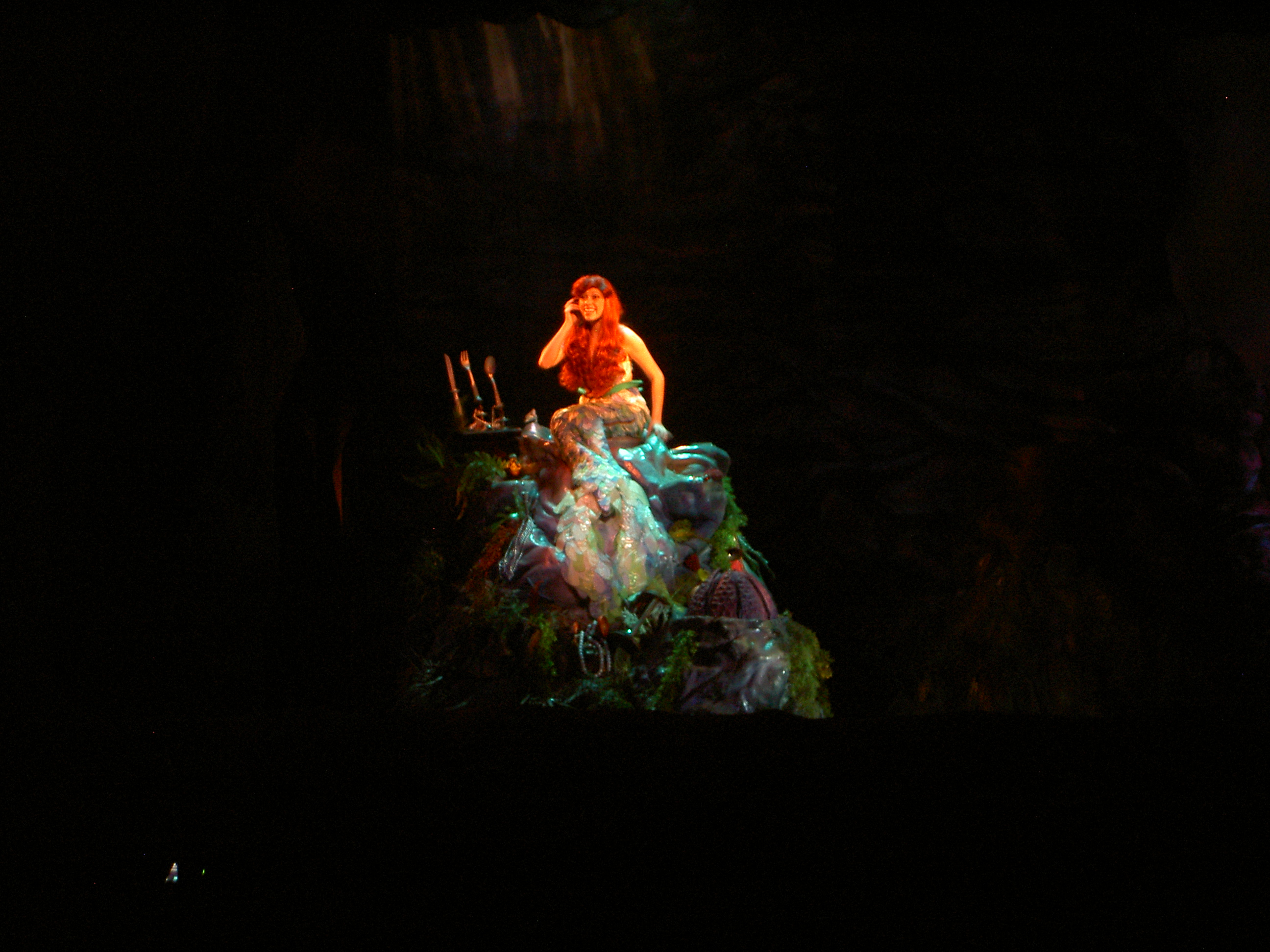
Грот Аріель
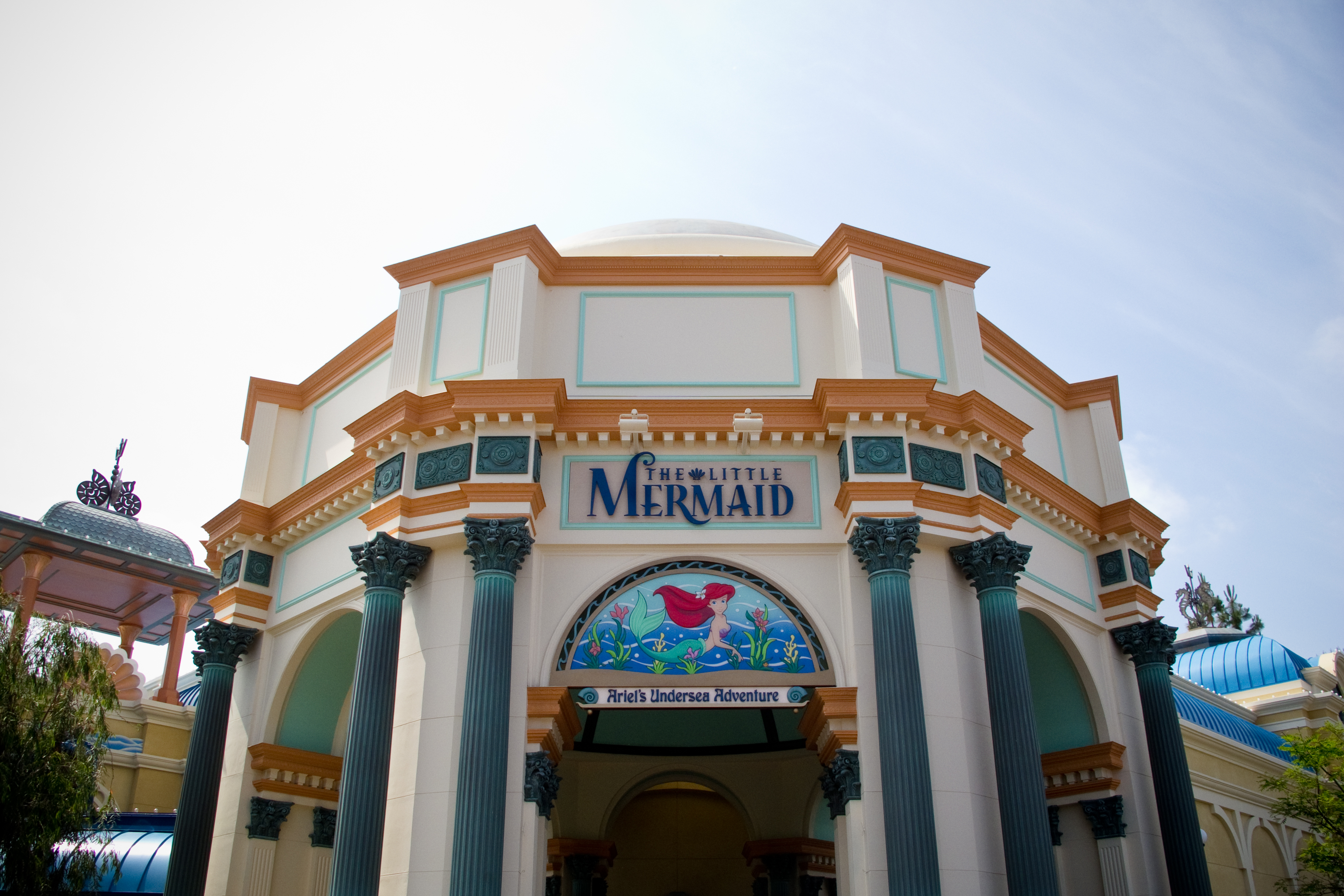
Атракціон Русалоньки у Діснейленді
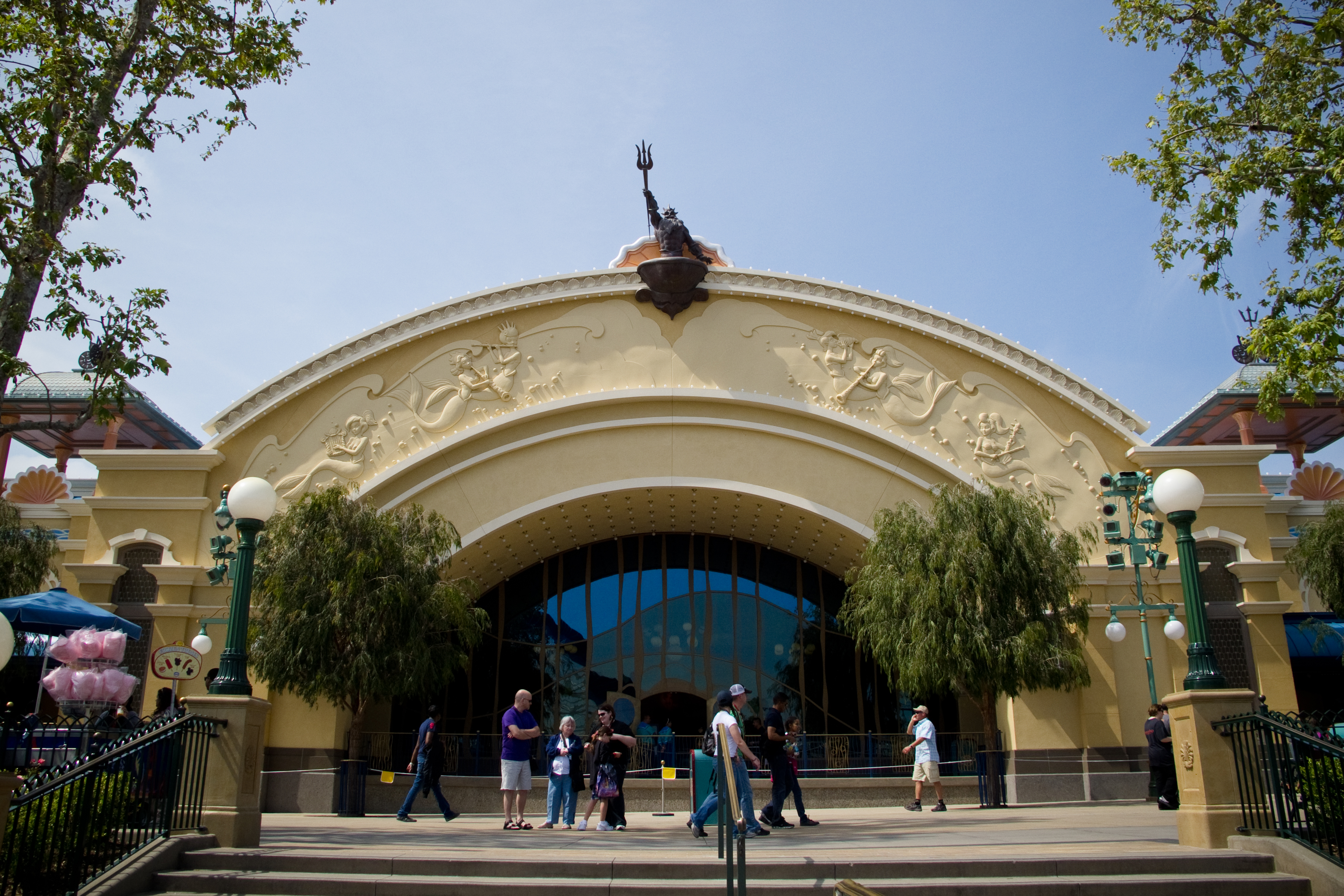
Атракціон Русалоньки у Діснейленді
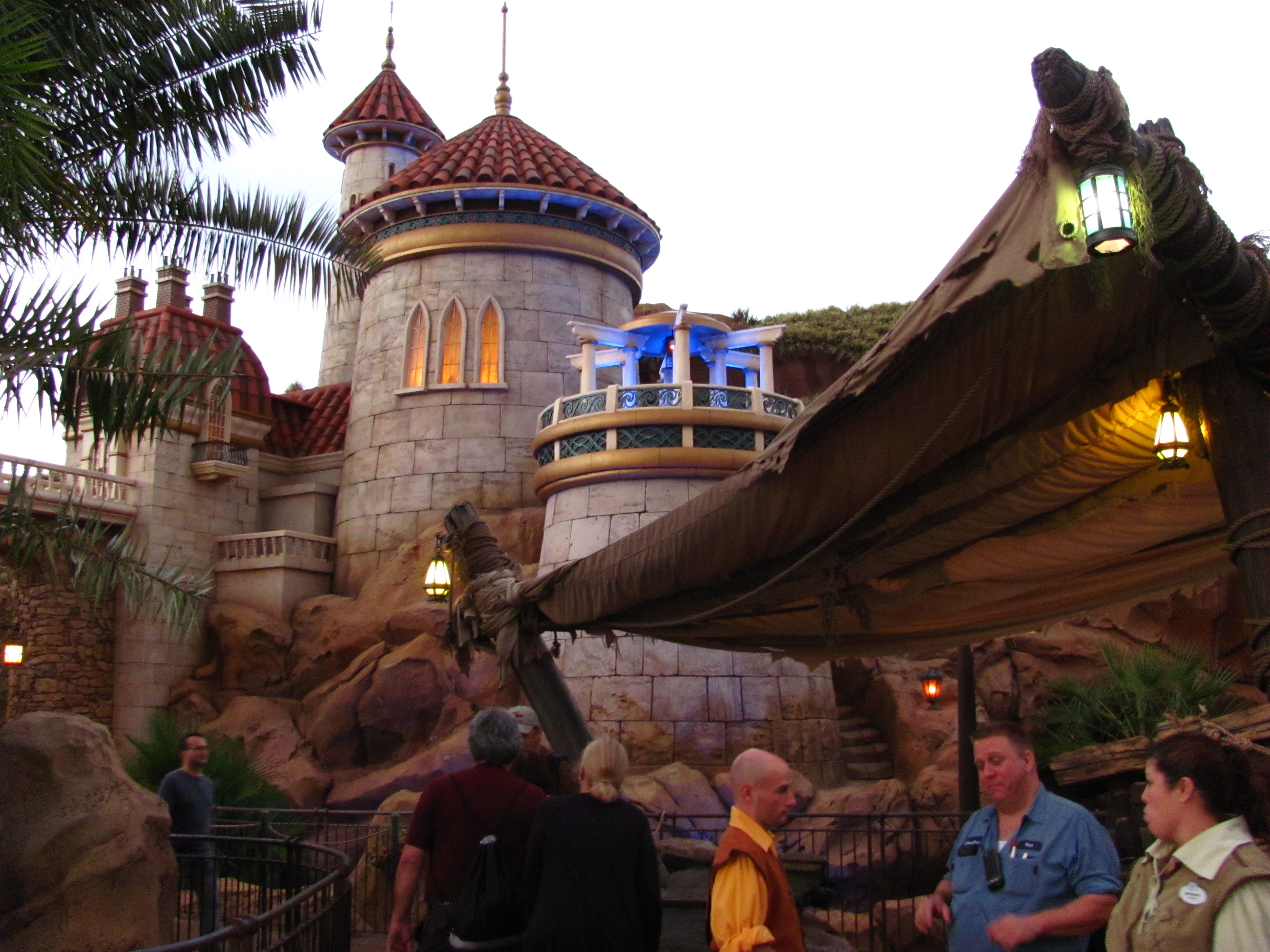
Атракціон Русалоньки у Діснейленді
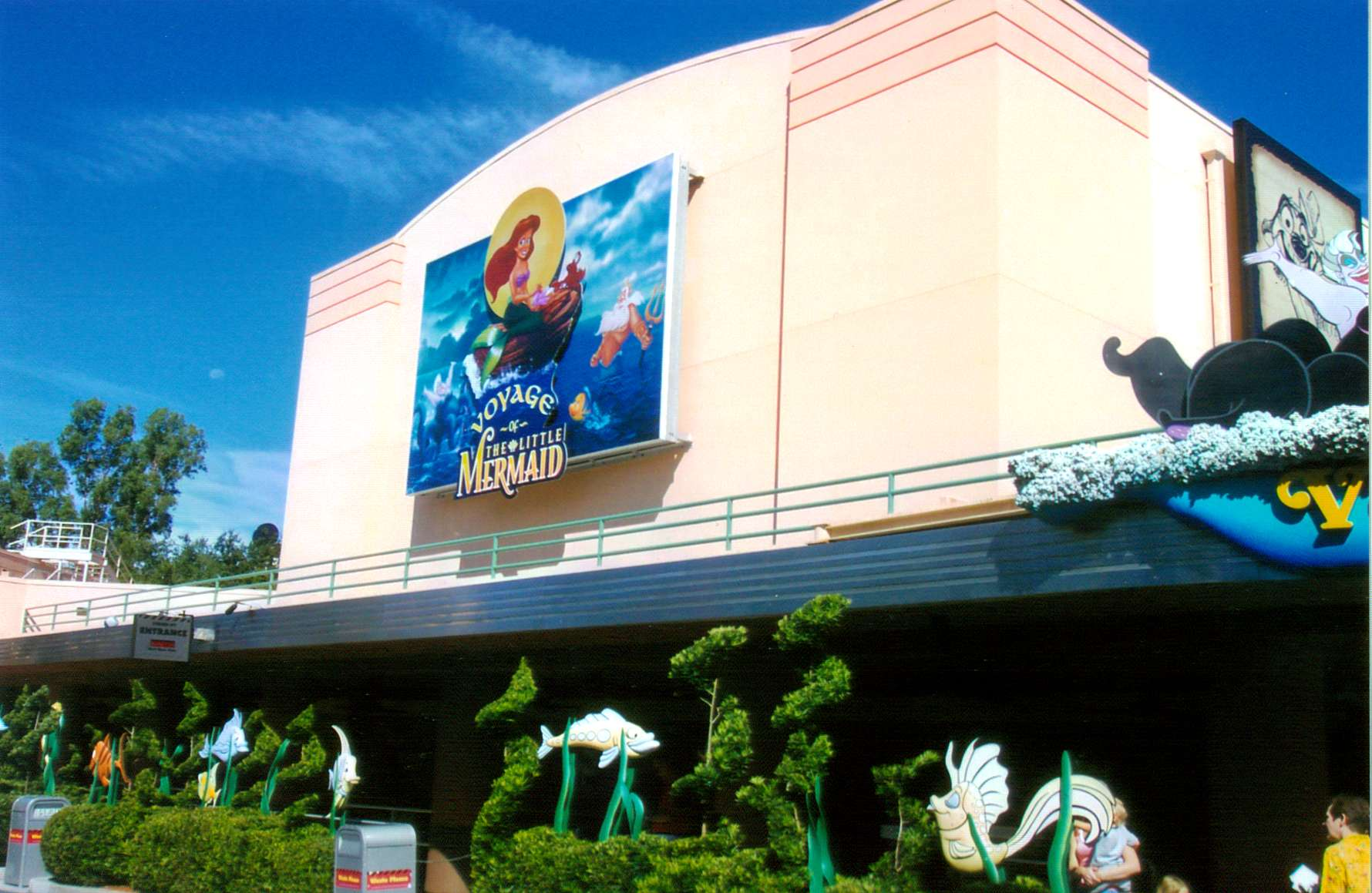
Атракціон Русалоньки у Діснейленді
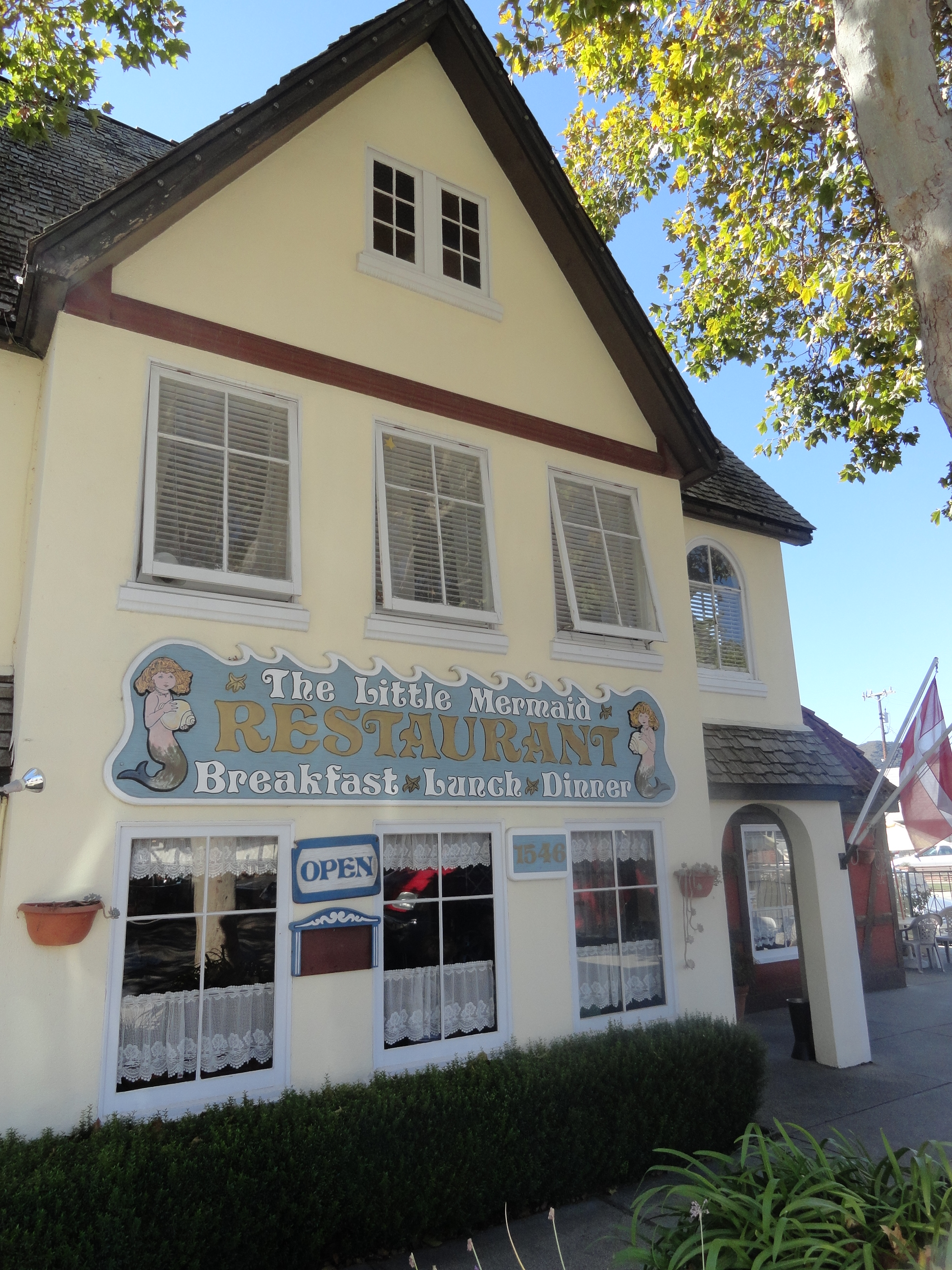
Магазин Аріель
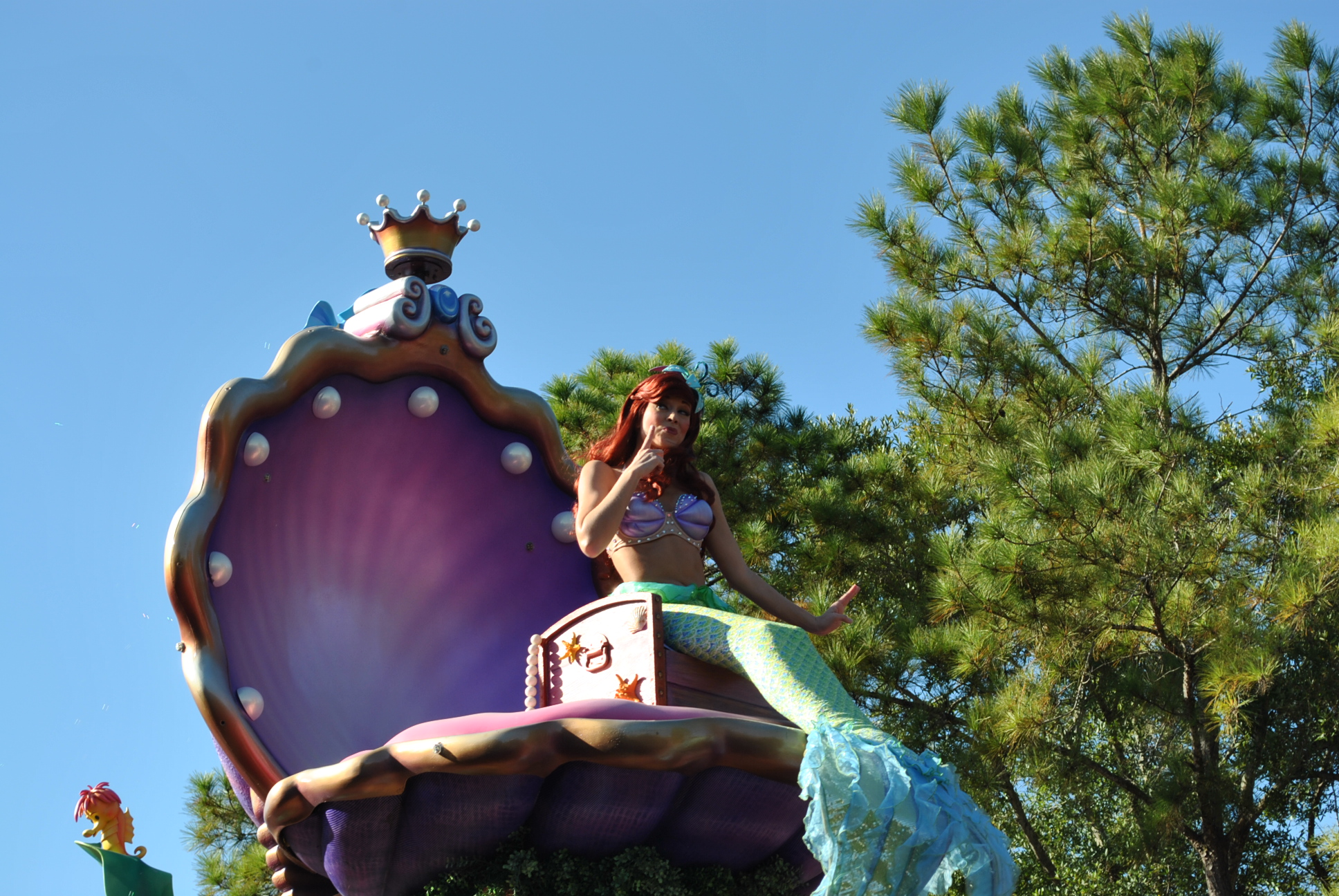
[прояснити]
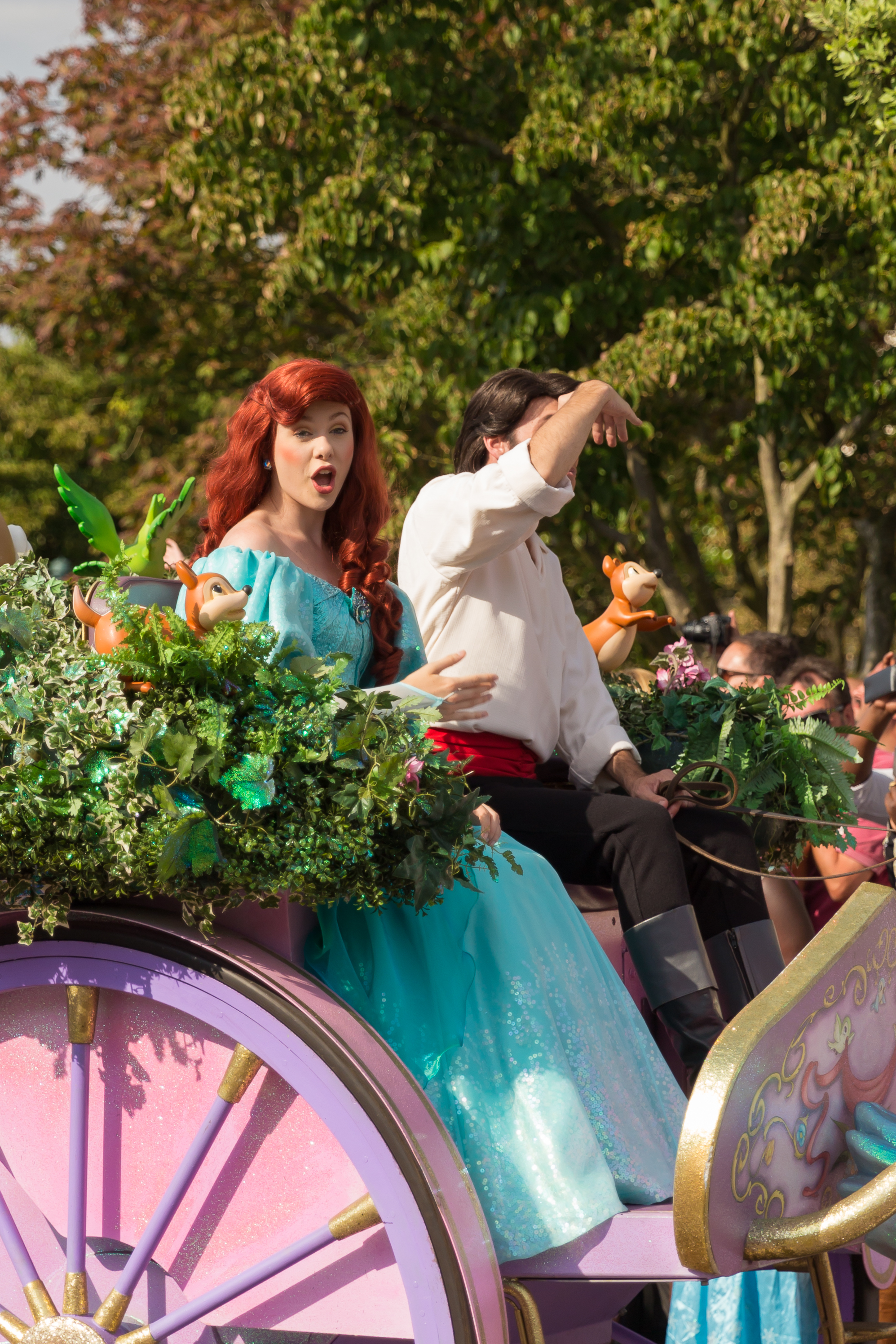
Аріель з принцом Еріком у Діснейленді
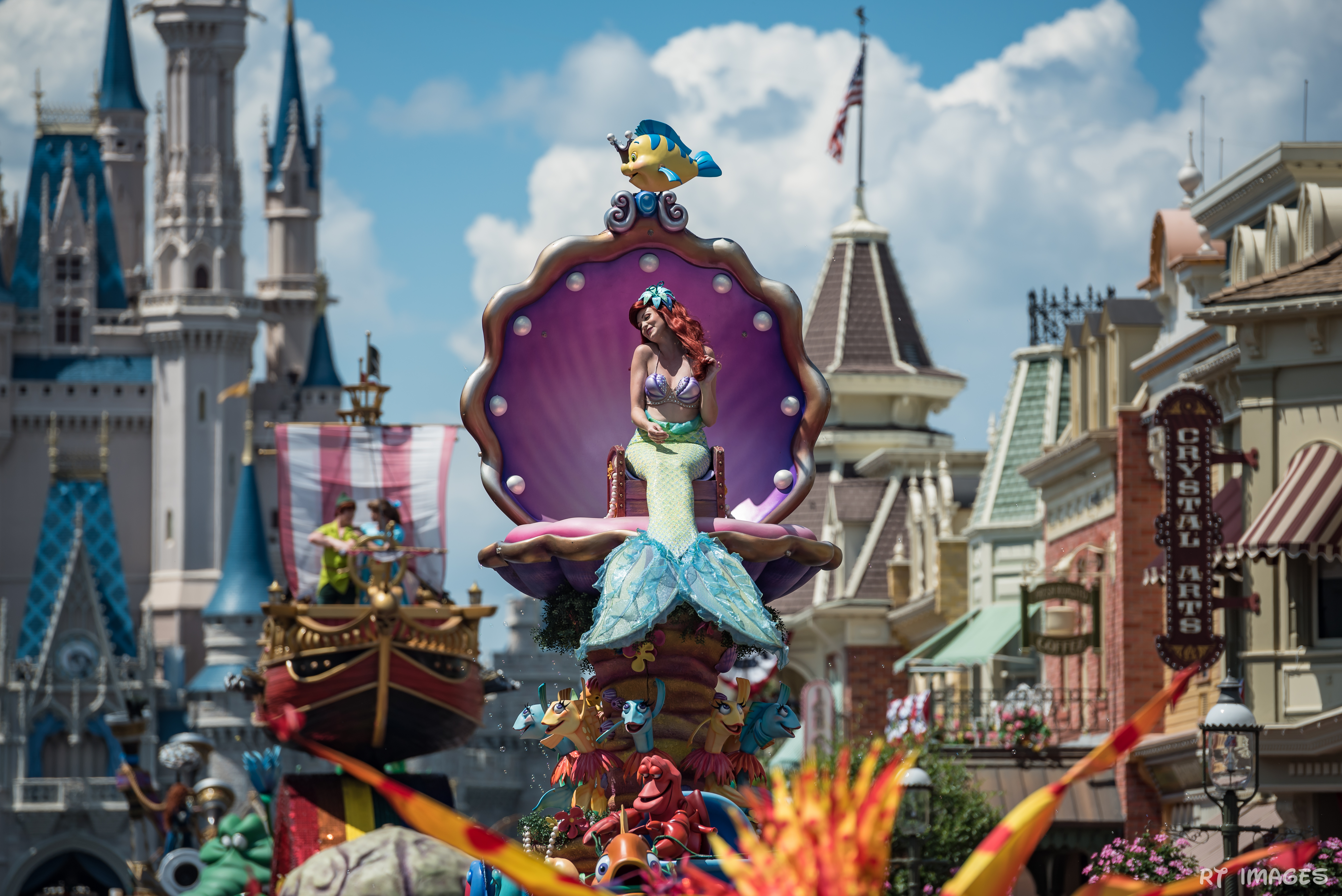
Аріель у Діснейленді
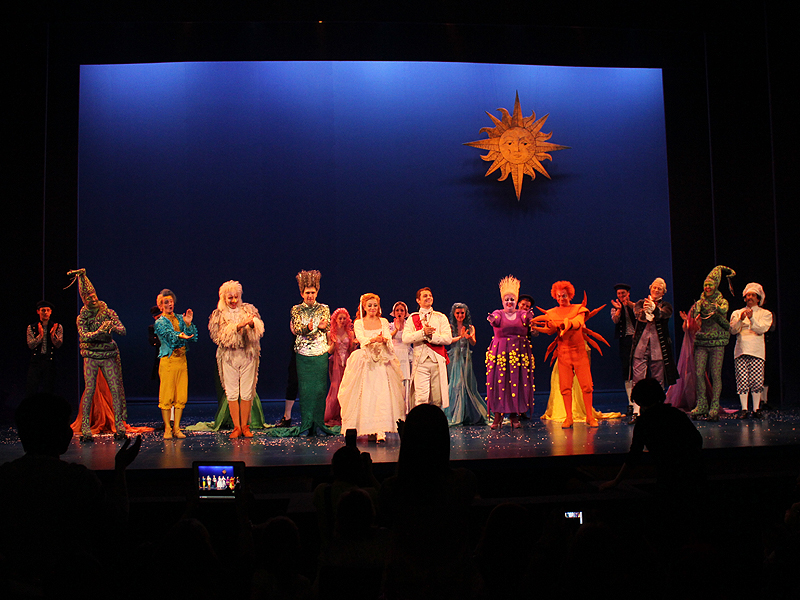
Каст Русалоньки на Московській прем'єрі мюзиклу
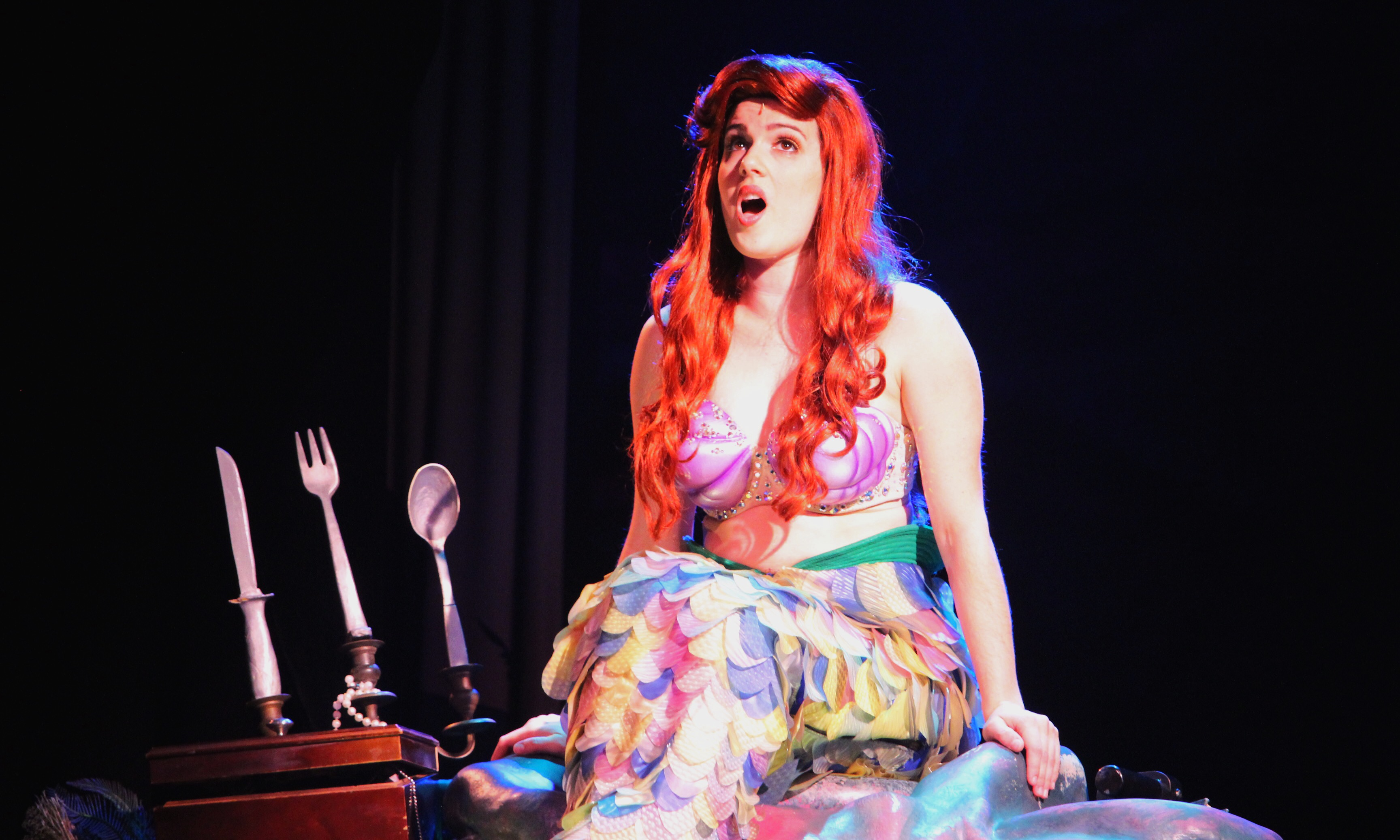
Аріель на Бродвейському шоу
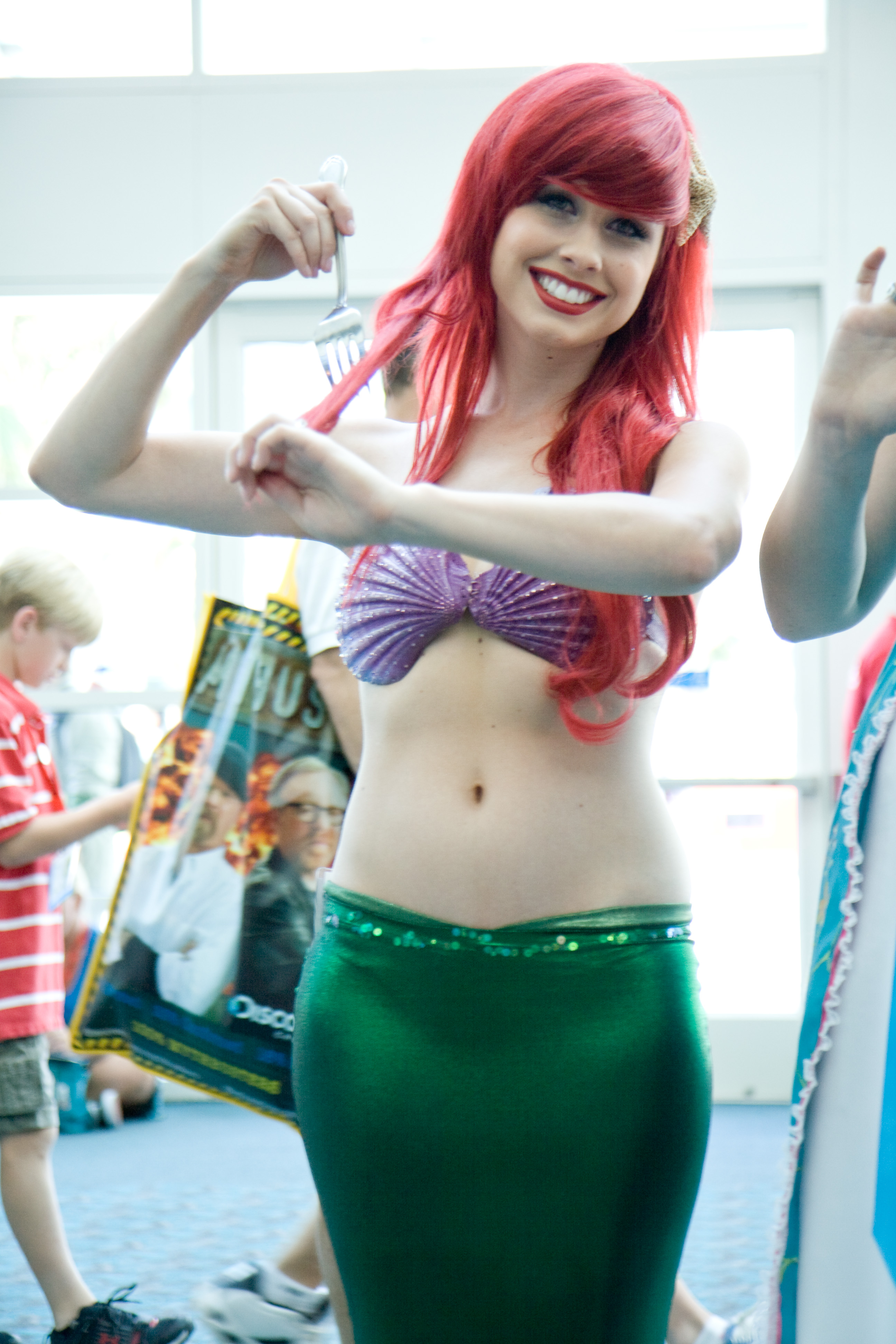
Костюм Аріель на фанатці